# Hans Saebens

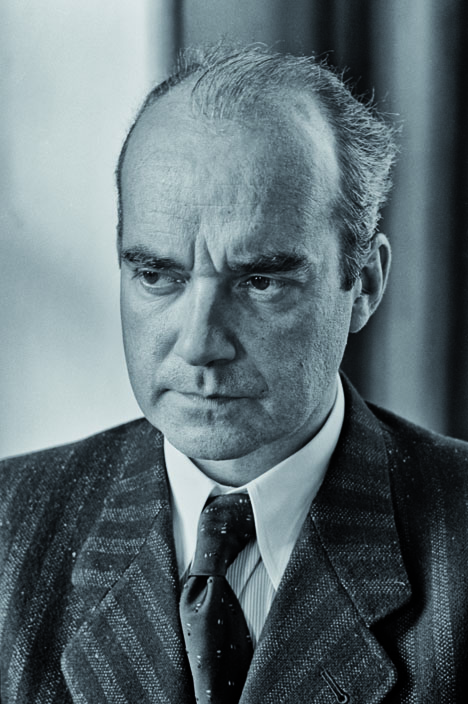
Hans Saebens im Februar 1941, Selbstporträt

Hans Saebens (* 25. März 1895 in Bremen; † 16. Oktober 1969 ebenda) war ein deutscher Maler, Grafiker und Fotograf, der sich vor allem auf norddeutsche Landschaften spezialisiert hatte. Er lebte im Künstlerdorf Worpswede bei Bremen.

## Biografie
Saebens studierte an der Kunsthochschule Bremen bei Willy Menz. Nach dreijährigem Besuch der Akademie für Grafik und Buchgewerbe in Leipzig von 1914 bis 1916 und Teilnahme am Ersten Weltkrieg ging er 1919 als Maler nach Worpswede.
Ab 1930 wandte sich Saebens als Autodidakt der Fotokamera zu und begann bereits 1932 mit der Leica zu fotografieren. Seine Ehefrau, Eugenie von Garvens (* 18. März 1881; † 24. November 1964), die er 1919 kennenlernte und 1922 heiratete, war Schriftstellerin und benötigte „Illustrationen zu ihren kulturellen und auf Reisen entstandenen Arbeiten“. So griff Saebens zur Kamera und „tappte zu Beginn ahnungslos im Entwickler herum“, wie er selbst sich dazu äußerte. Erst die Begegnung mit Paul Wolff um 1932 und die „14-tägige Lehre“ bei Wolff in Bremen und Frankfurt am Main brachte den Erfolg und war für Saebens wohl von großer Bedeutung.
Wenn Uwe Bölts im Katalog Hans Saebens. Bilder des Lichts zur Ausstellung der Kunstsammlung Böttcherstraße in Bremen schreibt, dass Saebens half, die Leica bekannt zu machen und dass die Leica ihn bekannt machte, so spiegelt dies Saebens’ Verbundenheit zum Hause Leitz wider. Und doch war er ein eher untypischer Leica-Fotograf.
Hans Saebens war in zweiter Ehe mit der Fotografin Hedwig „Hed“ Wiesner verheiratet. Er starb am 16. Oktober 1969 im Alter von 74 Jahren in seiner Geburtsstadt Bremen und fand seine letzte Ruhestätte auf dem Friedhof in Worpswede, wo sein Grab erhalten ist.

## Saebens’ Arbeitsweise als Fotograf
Seit Oskar Barnacks Erfindung der Leica, jener Kleinbildkamera, die durch ihre reduzierte Größe den Fotografen mitten ins Geschehen rückte und ihm ermöglichte, direkt unter seinen Motiven zu arbeiten, war die moderne Bildreportage geboren. Der Fotograf wurde nun flexibel, die Kamera ermöglichte es ihm, aus dem Geschehen heraus seine Bilder zu schießen und ohne zu auffällig zu werden, den Decisive Moment, den entscheidenden Moment, auszunutzen. Henri Cartier-Bresson, den Saebens 1953 in Hamburg traf, hatte im Jahr zuvor die Theorie des Decisive Moment aufgestellt.
„Für mich besteht das Wesen der Fotografie in der Fähigkeit, in Bruchteilen einer Sekunde Bedeutung und Gewicht eines Ereignisses zu erfassen und gleichzeitig in eine Form zu bannen, die das Wesen dieses Geschehens gültig ausdrückt“, schreibt Cartier-Bresson. Und damit nutzte er – im Gegensatz zu Saebens – die Möglichkeiten aus, die die Leica dem Fotografen bietet.
Natürlich nutzte Saebens die Leica als eine Reportagekamera, wenngleich er auch in der Fachpresse für ihre Verwendung mit Stativ warb. In seiner Arbeit lässt sich vielfach sehen, dass Saebens neben den Aufnahmen im „entscheidenden Moment“ auch als Regisseur gearbeitet hat, sich seine Szene erschaffen haben mag, wie es etwa vom Auftraggeber gewünscht war. „Das Bildermachen [für Verkehrswerbung] fordert eine umfassende fotografische Fertigkeit. Über den sogenannten »Schnappschuß« hinaus – dieses sehr fragwürdige Schlagwort – wird portraitiert, und zwar in anderer Umgebung und anderen Lichtverhältnissen als etwa im häuslichen Atelier.“ Er hat es dabei jedoch verstanden, die Szene so natürlich wirken zu lassen und abzubilden, dass ein Betrachter dies nicht wahrnehmen kann.
Obwohl der Kunstkritiker Robert d’Hooghe 1953 über Saebens feststellt: „hat er Personen im Bild, so wendet er keine ‚Regie‘ an, sondern bemüht sich, sie in ihrer natürlichen Haltung und Beschäftigung einzufangen, wofür er gerne auch einmal ein paar Aufnahmen mehr opfert“, mag das nicht immer stimmen.

„Ich betreibe nicht die Fotografie als Selbstzweck. Also nicht als abstraktes grafisches Helldunkel-Element. So Reizvoll das Finden neuer Formen und Wirkungen sein kann, will ich mit der Kamera vielmehr einen Zweck verfolgen, also Inhalt geben. Materie zeigen, Städte, Häfen, Landschaft, Menschen. Dafür warte ich die fotografische Eignung ab. Wenns sein muss, monatelang.“

Aber dies wohl nur dann, wenn die Regie die Natürlichkeit der Aufnahme zu beeinflussen droht.
Henri Cartier-Bresson, meint Saebens, ist hingegen „ein Mann, der es ablehnt, das Geschehnis für seine fotografischen Zwecke zu beeinflussen oder gar mittels kühler Regie nach fotografischen Gesichtspunkten abrollen zu lassen“. Gleichwohl – oder gerade wegen seiner Arbeitsweise – ist Saebens mit seinem Werk für das 20. Jahrhundert ein wichtiger Chronist.

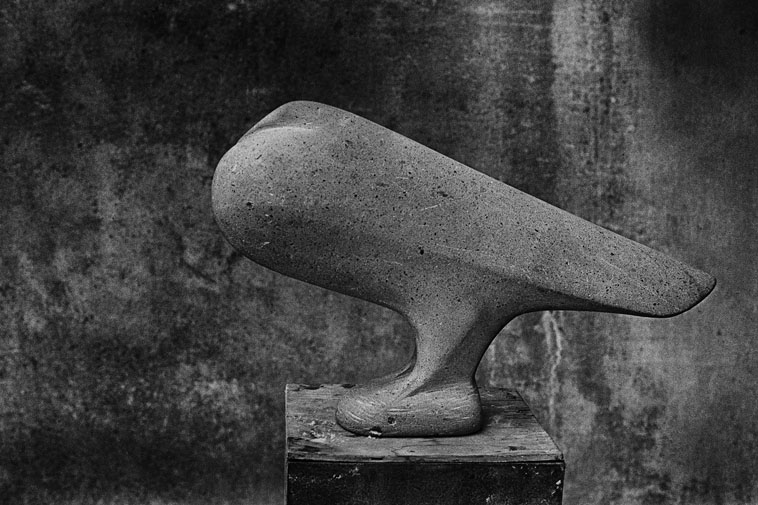
Fotografie von Saebens: Plastik Taube von Bildhauer Peter Lehmann, Worpswede, Oktober 1965
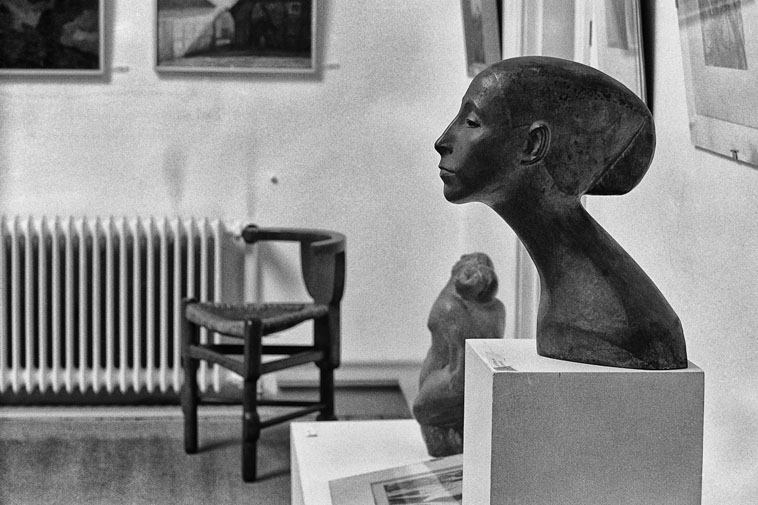
Fotografie von Saebens: Plastiken von Bernhard Hoetger aus der Ausstellung „Worpswede 1920–1930“ bei Fritz Netzel, Worpswede April 1963
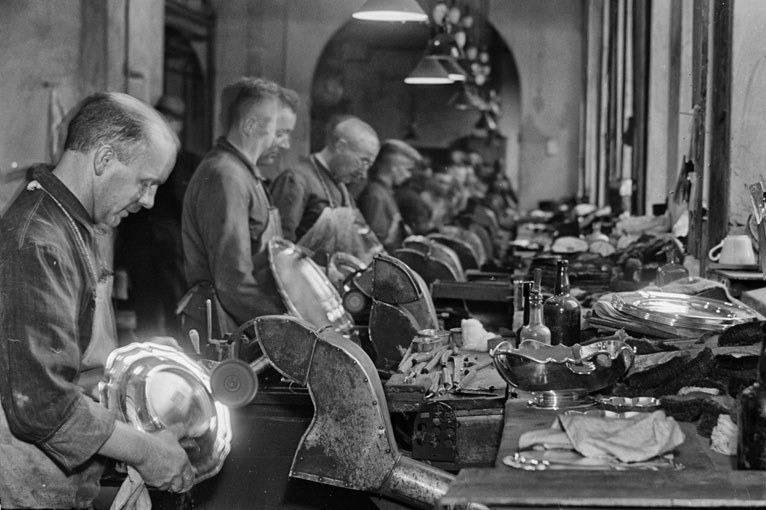
Fotografie von Saebens: Wilkens & Söhne, Hemelingen. Fabrikation von Silber-Corpus-Stücken, September 1938
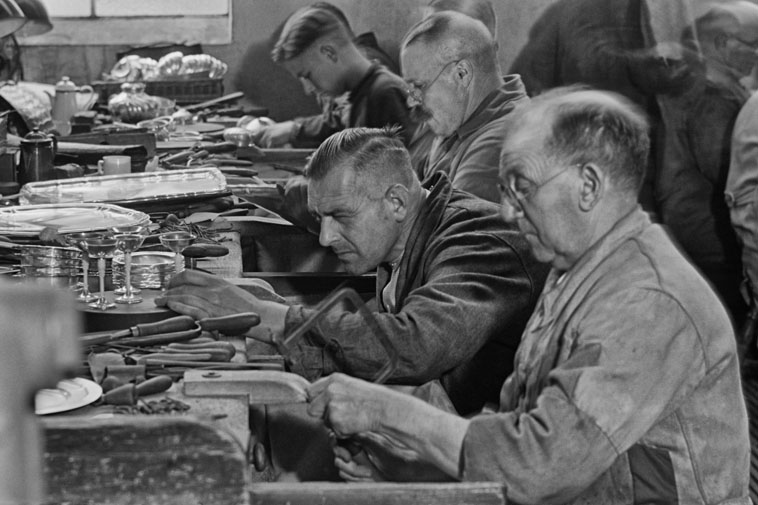
Fotografie von Saebens: Wilkens & Söhne, Hemelingen. Fabrikation von Silber-Corpus-Stücken, September 1938

## Bildpublikationen
- Focke-Museum (Hrsg.). Hans Saebens. Bilder für Bremen. 1930—1969, Schünemann, Bremen 2019.
- mit Johannes Schenk: Licht im Moor. Erinnerung. Hrsg.: Horst Wöbbeking. Verlag Atelier im Bauernhaus, Fischerhude 1990, ISBN 3-88132-165-9.
- mit Otto Gothe: Backtorf. Bilder und Geschichten aus dem alten Teufelsmoor. Mit einem Essay von Fritz Kempe. Worpsweder Verlag, Lilienthal 1982, ISBN 3-922516-29-7.
- Worpswede. Geschichte und Geschichten, Schünemann, Bremen 1968, OCLC 54496955.
- Gisela Arnd: Ostfriesland. Land im Wandel. Hrsg. Hermann Bakker. Burkhard-Verlag Heyer, Essen 1968.
- Gisela Arnd: Worpsweder Bilderbuch, Burkhard-Verlag Heyer, Essen 1966.
- Hanns Meyer: Schönes Bremen, Schünemann, Bremen 1956; 1960; 1963; 1966.
- Siegfried Fliedner, Werner Kloos: Bremer Kirchen. Aufnahmen auch von H. Stickelmann. Hrsg.: Christel Matthias Schröder. Heye, Bremen 1961
- August Dierks, Eugenie von Garvens: Bremerhaven, tätige Stadt im Nordseewind. Werden, Schicksal und Wesen einer Hafenstadt, Hrsg.: Industrie- und Handelskammer Bremerhaven unter Mitwirkung des Magistrats der Stadt Bremerhaven. Industrie- und Handelskammer, Bremerhaven 1959.
- Hanns Meyer: Schiffe und Häfen in Bremen, Schünemann, Bremen 1955.
- Manfred Hausmann: Bremen. Gesicht einer Hansestadt, Schünemann, Bremen 1955.
- Eugenie von Garvens: Wetzlar. Bild einer Stadt. Leica-Aufnahmen von Hans Saebens, Umschau-Verlag, Frankfurt am Main 1949/1953. (Nachdruck: Classic Cameras Verlag, Wetzlar 2012, ISBN 978-3-00-038023-5)
- Eugenie von Garvens: Segen im Moor. Ein deutsches Schicksalsbuch. Mit Bildern von Hans Saebens, Klinkhardt & Biermann, Berlin 1934.